# Civilization II
Civilization II (чита се Сивилизејшн или Сивилајзејшн) је популарна стратегија коју је дизајнирао Брајан Рејнолдс заједно са Дагласом Каспијаном и Џефом Бригсом. Civilization II је први пут објављена 1996. за рачунар, а касније и за Сони Плејстејшн.
2002. године, Атари је објавио верзију игре за новије оперативне системе као што су Windows Me и Windows XP.
Верзија игре Civilization II за више играча (енгл. The Multiplayer Gold Edition) је укључена у Civilization Chronicles box set који је објављен 2006. године.

## Игра
је слична свом претходнику — игри Civilization. На почетке игре играч бира једну од следећих познатих цивилизација (уколико се не одлучи да сам креира једну):
- Римљани
- Американци
- Руси
- Вавилонци
- Индијанци
- Зулу
- Викинзи
- Немци
- Енглези
- Монголи
- Картагињани
- Грци
- Кинези
- Јапанци
- Египћани
- Шпанци
- Астеци
- Келти
- Персијанци
- Французи

Градови које играч гради добијају имена по градовима који су стварно постојали или и сад постоје. Циљ игре је прикупити што више поена до 2020. године. Број поена зависи од броја грађана, загађења, да ли је изграђена цивилизација ван Земље, колико светских чуда и других познатих грађевина је изграђено, да ли је мир итд. Такође, у игри постоји могућност да се играју сценарији и на мапама које већ постоје (Средоземље, Грчка, Европа идр). Постоји додатна, цивилизација Арапа. На почетку игре играч је краљ једне државе и добија једну или две јединице досељеника, са сваком од којих се може изградити град. Град се временом шири, и у њему се формирају нове јединице досељеника или инжењера који су задужени да граде градове и врше друге послове. Градови производе и војнике и бродове који су задужени за ратовање са суседним, непријатељским државама, а могу се изградити и шпијуни који могу изазвати грађански рат у непријатељском граду и окупирати га, шпијунирати непријатељске градове, потплатити непријатељске војнике идр. Уколико се играч двоуми око акција које жели да учини, може сазвати састанак већа и поразговарати са члановима већа. Када играч успе да доведе неку цивилизацију до уништења, она му нуди сав свој новац да би потписали прекид ватре. Изградња јединица, зграда, војника, бродова идр. у градовима се може убрзати тако што се дарује новац граду.

## Истраживања
Током игре се спроводе разна истраживања. Следи списак неких од њих:
- Летење
- Демократија
- Астрономија
- Фундаментализам
- Тајна борца
- Феудализам
- Алфабета
- Роботи
- Политеизам
- Радио
- Путеви
- Комунизам
- Република
- Санитација